# ImageMovers
ImageMovers, tot 1997 gekend als South Side Amusement Company is een Amerikaans productiehuis opgericht door Robert Zemeckis dat zowel animatie- als liveactionfilms produceert. De hoofdzetel ligt in de Californische staat Novato.

## Geschiedenis
- Op 1 maart 1984 richtte Robert Zemeckis het bedrijf South Side Amusement Company op.[1]
- In 1997 werd het bedrijf hernoemd naar ImageMovers[2]
- Tussen 2007 en 2011 ging ImageMovers een joint venture aan met The Walt Disney Company onder de naam ImageMovers Digital. Er werden twee 3D animatiefilms gemaakt, maar beide flopten.[3]

## Films
| Jaar | Titel                              | Co-productie/distributeur                                                                 | Budget           | Opbrengst      |
| ---- | ---------------------------------- | ----------------------------------------------------------------------------------------- | ---------------- | -------------- |
| 1984 | Romancing the Stone                | 20th Century Fox                                                                          | $10 miljoen      | $115.1 miljoen |
| 1985 | Back to the Future                 | Amblin Entertainment Universal Pictures                                                   | $19 miljoen      | $389.1 miljoen |
| 1988 | Who Framed Roger Rabbit            | Amblin Entertainment Touchstone Pictures                                                  | $50.6 miljoen    | $329.8 miljoen |
| 1989 | Back to the Future Part II         | Amblin Entertainment Universal Pictures                                                   | $40 miljoen      | $335.9 miljoen |
| 1990 | Back to the Future Part III        | Amblin Entertainment Universal Pictures                                                   | $40 miljoen      | $246.1 miljoen |
| 1992 | Death Becomes Her                  | Universal Pictures                                                                        | $55 miljoen      | $149 miljoen   |
| 1992 | Trespass                           | Universal Pictures                                                                        | $14 miljoen      | $13.7 miljoen  |
| 1992 | The Public Eye                     | Universal Pictures                                                                        | $15 miljoen      | $3.06 miljoen  |
| 1994 | Forrest Gump                       | The Steve Tisch Company Wendy Finerman Productions Paramount Pictures                     | $55 miljoen      | $678.2 miljoen |
| 1996 | The Frighteners                    | WingNut Films Universal Pictures                                                          | $26 miljoen      | $29.3 miljoen  |
| 1997 | Contact                            | Warner Bros.                                                                              | $90 miljoen      | $171.1 miljoen |
| 2000 | What Lies Beneath                  | DreamWorks Pictures 20th Century Fox                                                      | $100 miljoen     | $291.4 miljoen |
| 2000 | Cast Away                          | DreamWorks Pictures 20th Century Fox                                                      | $90 miljoen      | $429.6 miljoen |
| 2003 | Matchstick Men                     | Warner Bros. Pictures Scott Free Productions                                              | $62 miljoen      | $65.6 miljoen  |
| 2004 | The Polar Express (Mo-cap)         | Warner Bros. Pictures Playtone Castle Rock Entertainment Shangri-La Entertainment         | $165 miljoen     | $310.6 miljoen |
| 2005 | The Prize Winner of Defiance, Ohio | DreamWorks Pictures                                                                       | $12 miljoen      | $689,028       |
| 2006 | Last Holiday                       | Paramount Pictures                                                                        | $45 miljoen      | $43.3 miljoen  |
| 2006 | Monster House (Mo-cap)             | Columbia Pictures Amblin Entertainment                                                    | $75 miljoen      | $140.2 miljoen |
| 2007 | Beowulf (Mo-cap)                   | Paramount Pictures (US) Warner Bros. Pictures (International)                             | $150 miljoen     | $196.4 miljoen |
| 2009 | A Christmas Carol (Mo-cap)         | Walt Disney Pictures; as ImageMovers Digital                                              | $175–200 miljoen | $325 miljoen   |
| 2011 | Mars Needs Moms (Mo-cap)           | Walt Disney Pictures; as ImageMovers Digital                                              | $150 miljoen     | $39.2 miljoen  |
| 2011 | Real Steel                         | Touchstone Pictures DreamWorks Pictures Reliance Entertainment 21 Laps Entertainment      | $110 miljoen     | $299.3 miljoen |
| 2012 | Flight                             | Paramount Pictures Parkes/MacDonald                                                       | $31 miljoen      | $161.8 miljoen |
| 2015 | The Walk                           | TriStar Productions TriStar Pictures                                                      | $35–45 miljoen   | $108.4 miljoen |
| 2016 | Allied                             | Paramount Pictures GK Films                                                               | $85–113 miljoen  | $120 miljoen   |
| 2018 | Welcome to Marwen                  | Universal Pictures DreamWorks Pictures Perfect World Pictures                             | $39–50 miljoen   | $12.9 miljoen  |
| 2020 | The Witches                        | Warner Bros. Pictures Esperanto Filmoj Double Dare You Productions Necropia Entertainment |                  | $26.9 miljoen  |
| 2021 | Finch                              | Amblin Entertainment Ducth Angle Alibaba Pictures Playtone Apple TV+                      |                  |                |
| 2022 | Pinocchio                          | Walt Disney Pictures Depth of Field Studios                                               |                  |                |
| TBA  | Steel Soldiers                     | STX Entertainment                                                                         |                  |                |
| TBA  | Mr. Lucky                          | Apple TV+ Twin Ink                                                                        |                  |                |
| TBA  | Ares                               | Warner Bros. Pictures Rideback Centropolis Entertainment                                  |                  |                |